# Oconee (Georgia)
Oconee è una città degli Stati Uniti d'America, situata in Georgia, nella Contea di Washington.